# Шевченко, Мария Моисеевна
Мария Моисеевна Шевченко (1909 год — дата смерти неизвестна, Промышленновский район, Кемеровская область) — звеньевая колхоза «Ударник полей» Промышленновского района Кемеровской области, Герой Социалистического Труда (1949).

## Биография
Родилась в одном из сельских населённых пунктов современной Кемеровской области. Во время коллективизации вступила в колхоз «Ударник полей» Титовского района (с 1946 года — Промышленновский район). Трудилась рядовой колхозницей на различных участках. После окончания курсов звеньевых была назначена звеньевой овощеводческого звена. Возглавляла коллектив из девяти колхозников.
В 1948 году звено Марии Шевченко сдало в среднем с каждого гектара по 501 центнеру картофеля на участке площадью 3 гектара. Указом Президиума Верховного Совета СССР от 25 февраля 1949 года удостоена звания Героя Социалистического Труда «за получение высоких урожаев пшеницы, ржи и картофеля в 1948 году» с вручением ордена Ленина и золотой медали «Серп и Молот».
Этим же указом звания Героя Социалистического Труда были удостоены председатель Анатолий Никанорович Ермолов, бригадир Иван Иванович Веселов, звеньевые Любовь Васильевна Лебедева и Матрёна Борисовна Долбня.
В 1950 году председатель колхоза Анатолий Никанорович Ермолов был лишён звания Героя Социалистического Труда за недостоверные сведения о состоянии колхозного хозяйства и завышенные показатели по урожайности зерновых 1948 года. Мария Шевченко сохранила свой почётный статус Героя Социалистического Труда.
Проработала в колхозе до выхода на пенсию. Проживала в одном из сельских населённых пунктов Промышленновского района.
Дата смерти не установлена.
Награды
- Герой Социалистического Труда
- Орден Ленина
- Медаль «За доблестный труд в Великой Отечественной войне 1941—1945 гг.»